# Gustaf Nyblæus (1816–1902)
Gustaf Nyblæus, född 23 mars 1816 i Stockholm (i Jakobs församling), död där (i Hedvig Eleonora församling) 6 oktober 1902, var en svensk militär och gymnast samt riksdagsman. Han var son till justitierådet Gustaf Nyblæus och far till Gustaf Nyblæus (1853–1928) samt kusin till Axel Nyblæus.

## Biografi
Nyblæus blev officer 1836, major 1862, överstelöjtnant 1864 och överste i armén 1872. Han genomgick Gymnastiska centralinstitutet 1836–1837, var underlärare där 1838–1842, fäktmästare vid Lunds universitet 1842–1862, tillförordnad föreståndare för Gymnastiska centralinstitutet 1862–1864 och ordinarie föreståndare 1864–1887. Åren 1862–1864 var Nyblæus ledamot av kommittén för Gymnastiska centralinstitutets omorganisation, 1861–1865 sekreterare för Lantförsvarskommittén och 1873–1875 ledamot av Andra kammaren. 
Han ivrade för ökat utrymme för den tillämpade, mer idrottsbetonade gymnastiken, och reste 1850 och 1852 runt i Europa för att studera gymnastikens utveckling. Bland hans gymnastiska skrifter märks Undervisning i gymnastik efter Ling (1847, 2:a upplagan 1866) och Plastiska kroppsöfningar. Grunddrag till estetisk gymnastik (1882). Han utgav även en del smärre dikter som Dalkarlasången (1840), Harposlag (1846) och Johan Banér. Dikt i 5 sånger.